# サステナブル寿司
サステナブル寿司（サステナブルずし、英語: Sustainable Sushi）とは、持続可能な将来の生態系にリスクを与えずに捕獲された魚介類および増産可能な方法によって収穫された農産物を用いた寿司のことである。持続可能な寿司ともいう。
乱獲を避け、資源の持続可能性が守られた産地や、資源を枯渇させない漁法で捕獲されたネタを使用している。枯渇が懸念されるクロマグロやハマチ、ウナギなどは用いず、一本釣りのカツオ、カナダ産の甘エビ、太平洋産のヒラメ、養殖のアワビなどが用いられる。

## 概要
サステナブル寿司活動が行われているアメリカでは、「サステナブル寿司ガイド」や「サステナブル寿司カード」が作成され、寿司ネタのサステナブル度を色で表している。
色分けは三段階の三種類で「緑」「黄」「赤」。呼び方は作成者によって異なる。
モントレー湾水族館のサステナブル寿司ガイドは「Best Choice」（良い選択）「Good Alternative」（良い代替品）「Avoid」(避けるべき)となっている。
Avoidとなっているネタは、カニ、ウナギ、ヒラメ、アンコウ、タコ、ウニ、サケ、エビ、タイ、クロマグロ、ビンナガマグロ、ハマチなど。
環境防衛基金の寿司ガイドでは、「Eco-Best」（エコに最善）「Eco-OK」（エコに良い）「Eco-Worst」（エコに最悪）となっている。
Eco-Worstとなっているネタは、エビ、ハマチ、ヒラメ、クロマグロ、イクラ、ビンナガマグロ、キハダマグロ、サケ、タコ、ウナギなど。
ガイドブック「SUSTAINABLE SUSHI –A GUIDE to Saving the Oceans One Bite at a Time」では、「SUSTAINABLE」（持続可能）「USE CAUTION」（要注意）「UNSUSTAINABLE」（持続可能性ナシ）となっている。
UNSUSTAINABLEとなっているネタは、アワビ、ビンナガマグロ、クロマグロ、カツオ、カラフトシシャモ、カニ、ヒラメ、ウナギ、タコ、サケ、エビ、タイなど。
どのガイドも、産地や漁法、魚種によって、同じネタであっても緑～赤まで細かく分類して、持続可能性を表示している。大西洋か太平洋かメキシコ湾か。国内産か輸入か。天然物か養殖物か。巻き網漁か底引き網漁か延縄漁か一本釣り漁か。マダイかキンメダイかアカダイか。様々な条件によって寿司ネタのサステナブル度（持続可能性度）は変わるのである。

## サステナブル寿司の心得
サステナブルな寿司を楽しむためにはどうすればよいか、NHKの番組でさかなクンは『地産地消・旬産旬消』と表現している。

### 4–Sルール
寿司バーで持続可能性を高める寿司の食べ方のシンプルな指針として「4–Sルール」という名称で紹介している。
Small （小さい）
小さな魚は強力な捕食に耐えるために様々な生存戦略を採用しており、一般的に小さな魚は、栄養スケール（食物連鎖）が低く、成長率、繁殖力、とともに死亡率が高い。言い換えれば、この種の魚は、本質的に供給されるように設計されている。生理学的、人口動態的にみて、小さな魚は、食物連鎖の最上位に属する肉食動物、マグロ、カジキやサメなどよりも、我々の大規模な捕獲圧力や、蛋白質の需要に弾力性がある。 また、食物連鎖の頂点に立つ食欲旺盛な捕食者に比べ、小さな魚の寿命は短いため、水銀の蓄積が少ない。
例：イワシ、カツオ、アジ
Seasonal （季節性)
「季節性」は、持続可能性への鍵です。 我々が炭素依存を減らし、海との関連性を深めるためには、魚を注文する時、意識的に「産地」と「旬」をより認識する必要がある。
簡単なルールとして、寿司などを頼む際には季節性に基づいて供給されていない通年メニューからではなく、季節限定のメニューから注文することが求められる。我々が季節性のネタを一年中要求することが、従来の鮭養殖のような環境失策の増大に繋がってしまったと言える。さらに、魚の季節性を意識する事により、季節性の野菜や、果物を活用した新たな料理が提供される可能性も高まる。
例：鮭、蟹、甘海老
Silver （銀）
銀色の皮を残したまま調理する「ひかりもの」を多く食べる事が寿司の持続可能性を上昇させる。
例：鯖、秋刀魚、鰆
Shellfish （貝類）
特に蛤、イカ、タコなどの軟体動物などは、蛋白質の高いだけではなく、珍味、催淫薬としても認められている。貝類や軟体動物の養殖はマグロやサーモンの養殖などに比べ、環境に低負荷の養殖が可能である。ホタテ、アサリ、カキなどは濾過摂食のため、うなぎやハマチの養殖での非効率なタンパク質の使用を避けられるため、海洋資源に依存せず養殖する事が出来ます。軟体動物は急速に成長し、籠や袋で収穫できるためしゅんせつや海底の変化を起こす可能性を低減させる事ができる。
例：カキ、ムール貝、ミール貝